# Правописна комисия от 1892
През 1892 г. министър Георги Живков, от кабинета на Стефан Стамболов, назначава комисия за изготвяне на проект за официален български правопис. В състава на комисията влизат българските филолози Любомир Милетич, Александър Теодоров-Балан, Беньо Цонев, Иван Шишманов, Димитър Матов, Стоян Аргиров и Ив. Георгиев. Резултатите от работата на комисията са изложени от Л. Милетич в статията му „Нашата правописна реформа“ в сп. Български преглед от 1893 г., кн. I. Срещнал сериозна критика от страна на обществото, този правописен проект никога не бива приложен, но изиграва важна роля в процеса на установяване на единен български правопис.

## Основни положения
Основните положения в предложения от комисията правописен проект са следните:
- Не се пишат краесловни ерове[1].
- Изхвърлят се от азбуката буквите ю и я като се заменят съответно със съчетанията іу и іа[1].
- Буквата й се заменя с i[1].
- Думите с ятов преглас се пишат в зависимост от изговора им, като изговор на [я] се бележи с буквата ѣ (ят) а изговор на [е] -- с е. Така, пише се снѣг, но снегът, бѣл, бѣла, но бели[1].
- Глаголните окончания в сегашно време 1 л. ед.ч. и 3 л. мн.ч. се пишат с бувките а и я[1]. Спомагателният глагол съм в 3 л. мн.ч. се пише са.
- Членът на имената от м.р. ед.ч. се пише с -ът, -а и -іът, -іа. Пълен член се употребява при безпредложна употреба на имената, а кратък -- при предложна употреба, напр. Столът е хубав. Купих столът, но Това е от стола (на стола, под стола, пред стола). Учителіът доіде, но Дадох на учителіа[1].